# Aroana
Aroana es un género de lepidópteros perteneciente a la familia Noctuidae. 

## Especies
- Aroana baliensis Hampson, 1918
- Aroana cingalensis Walker, [1866]
- Aroana hemicyclophora Turner, 1944
- Aroana ochreistriga Bethune-Baker, 1906
- Aroana olivacea Bethune-Baker, 1906
- Aroana porphyria Hampson, 1918
- Aroana rubra Bethune-Baker, 1906